# Epipsilia murina
Epipsilia murina är en fjärilsart som beskrevs av Freyer 1841. Epipsilia murina ingår i släktet Epipsilia och familjen nattflyn. Inga underarter finns listade i Catalogue of Life.